# Lippe (rijeka)
Lippe je rijeka u njemačkoj pokrajini Sjevernoj Rajni-Vestfaliji. Desni je pritok Rajne. Njezina dužina je 220.3 km, visinska razlika toka je 125 metara, a površina porječja 4.890 km². Izvire na rubu Teutoburške šume u gradu Bad Lippspringe u blizini Paderborna. Lippe teče prema zapadu kroz Paderborn, Lippstadt, pa uz sjeverni rub Ruhrskog područja paralelno s rijekom Emscher i rijekom Ruhr, te konačno utječe u Rajnu kod Wesela.

## Opis i povijest
Rijeka Lippe se u doba Rimljana koristila kao vodeni prometni pravac. Rimski naziv sadašnjeg Lippea bio je Lupia i smatrala se ulazom u Germaniju, jer od rijeke Rajne vodi do regije oko Paderborna. Vodotok je služio za prijevoz robe i zaliha za ratne pohode, pa se uz obalu Lippea može pronaći mnogo bivših rimskih logora. U posljednjih 200 godina mnogi od logora su identificirani, a najvažniji od njih je logor u Halternu koji je vjerojatno bio nekadašnje sjedište carskog princa Tiberija. Logori su raspoređeni tako da je njihova međusobna udaljenost oko jedan dan hodanja organizirane skupine vojnika, što je gotovo 30 km. Današnji identificirani rimski logori su: Olfen, Xanten, Haltern, Oberaden, Holsterhausen, Anreppen i Beckinghausen. Bitka na rijeci Lupiji vodila se 11. godine pr. Kr. između Nerona Klaudija Druza i germanskog plemena Sikambra.
Gornji tok rijeke sve do grada Hamma prolazi kroz ruralno područje, te je zagađenje vode niže. Nizvodno od Hamma broj industrijskih centara raste, a time i zagađenje vode. Od 1820. Lippe je postala djelomično plovna rijeka, ali nedovoljno za intenzivniji prijevoz industrijske robe.
Povijesno gledano, preduvjeti za promjenu krajobraza započeli su izgradnjom željezničke komunikacije Köln-Minden 1840-ih koji je povezivao naselja na rijeci Rajni, poput Kölna, s lukama i trgovačkim središtima na rijeci Weser i gradom Hammom. Ova je željeznička linija snažno pojačala razvoj industrije ugljena i čelika u sjevernoj regiji Ruhr. Rudarenje kamenog ugljena koje je započelo sredinom 19. stoljeća u porječju rijeke Emscher proširilo se u sljedećim desetljećima prema sjeveru sve do porječja Lippe, gdje su već 1860-ih nastali prvi problemi sa zagađenjem rijeke kao posljedica rudarstva i drenaže otpadnih voda. Povijesni grad Hamm i gradovi Lünen, Haltern i Dorsten bili su mala naselja smještena uz korito rijeke Lippe, no s otvaranjem rudnika kamenog ugljena početkom 1900-ih dolazi do njihove urbanizacije i naglog povećanja broja stanovnika. Industrijalizacija je uzrokovala velike probleme s kakvoćom vode u samoj Lippe i njezinim pritocima, stoga su 1913. osnovane Sesekegenossenschaft, a zatim 1926. Lippeverband, javna služba za zaštitu i upravljanje porječjem Lippea. Godine 1914. izgrađen je plovni kanal Datteln-Hamm, a 1930. i kanal Wesel-Datteln koji teku paralelno s Lippeom, pošto rijeka nije pogodna za suvremeni i masovniji vodeni prijevoz. Kanali primaju vodu od Lippea ili je vračaju u rijeku putem strukture u gradu Hammu ovisno o razini vode u rijeci ili kanalima, što omogućava stabilnost vodenog toka i sprječava poplave ili suše. Kanalima upravlja državno tijelo Wasserverband Westdeutsche Kanäle.
Do 1970-ih problem zagađenja rijeke nije bio prisutan u javnoj raspravi ovog područja, ali se u sljedećim desetljećima politika zaštite okoliša nametnula kao jedno od važnijih političkih pitanja. Ekološki standardi na nacionalnoj razini, a posebno standardi EU-a, doveli su do velikih investicija u povećanje ekoloških standarda, a danas se može konstatirati nekoliko pozitivnih pomaka, poput otvaranja novih zaštićenih područja za biljni i životinjski svijet i vladinih inicijativa u povećanje zaštite okoliša ("Okvirna direktiva o vodama").

## Pritoci
Glavni pritoci Lippea su (od izvora do ušća):
- Lijevi pritoci: Steinbeke, Beke, Pader, Alme, Heder, Brandenbaumer Bach, Gieseler, Trotzbach, Ahse, Seseke, Sickingmühlenbach
- Desni pritoci: Thunebach, Thune, Glenne, Baagebach, Quabbe, Geinegge, Stever

## Gradovi i mjesta
- Manji gradovi: Wesel, Dorsten, Marl, Lünen i Haltern
- Veći gradovi: Paderborn, Lippstadt i Hamm

## Vanjske poveznice
| Portal:Europa | Portal:Europa |

- Lippe  Arhivirana inačica izvorne stranice od 10. srpnja 2014. (Wayback Machine) - rimska naselja uz Lippe.
- Životni projekt Lippeaue  Arhivirana inačica izvorne stranice od 26. listopada 2020. (Wayback Machine) - Jedan od projekata obnove Lippeaue